# 이무훈 (노룡군절도사)
이무훈(李茂勳/李茂勛, ? ~ ?)은 중국 당나라 말기의 군벌로, 노룡군(盧龍軍, 본부는 지금의 북경시)875년 번진(藩鎭) (이하 노룡군)의 통제권을 탈취한 875년부터 876년 자신의 아들 이가거에게 해당 번진의 통제권을 넘기고 은퇴하기 전까지의 짧은 기간 동안 해당 번진을 지배하였다. 그의 이름은, 《자치통감》에는 '李茂勳'으로, 《구당서》와 《신당서》에는 '李茂勛'으로 각각 표기되어 있다.

## 생애

### 배경
이무훈은 위구르의 아부스(阿布思) 부족 출신으로, 그의 출생 연도 및 위구르 칸국 시대의 본명에 관해서는 알려진 것이 없다. 노룡군 절도사 장중무(張仲武)는 그의 치세 중에(841년 ~ 849년) 위구르족과 많은 전투를 치렀는데, 그 많은 전투 중 한 전투에서 위구르군이 패배하자, 이무훈은 부족의 다른 귀족들과 함께 투항하였다. 이후 장중무는 그에게 국경 수비를 맡겼고, 여러 차례 국경 지대의 전투에서 거둔 전공으로 당나라 황실의 성인 이씨 성과 중국 이름을 하사받았다. 기록에 의하면, 그는 말타기와 활쏘기를 잘하였고 성격이 굳세고 침착하여 그 기량을 높이 산 장중무에게 중용되어 극진한 총애를 받았으며, 여러 차례 국경 지대의 많은 전투에 자주 파견되어 참가했다고 전해진다.

### 노룡군을 탈취하다
875년경, 당시의 노룡군 절도사였던 장공소(그는 장중무와는 아무런 혈연 관계가 없었다)는 성격이 흉포하고 패려하며, 거칠고 난폭하고 잔인하였다. 이에 장병들은 이를 매우 원통하게 여겨 그를 따르려 하지 않았다. 대신 장병들은 납항군사(納降軍使. 현 허베이성 베이징 시 북동쪽에 있던 기지부대(基地部隊)의 사령관) 진공언(陳貢言)이 그들을 도맡아 다스려 주기를 희망하였다. 진공언은 당시 노룡군의 숙장(宿將. 나이 또는 공로나 경험이 많은 장수)이었는데, 장병들에게서 많은 신뢰와 존경을 받았고 장병들 또한 그에게 복종하고 있었다.
당시 이무훈은 노룡군의 대장으로 있었는데, 야심이 있는 그는 대신 비밀리에 진공언을 습격하여 암살하고 그의 군대를 탈취, 장악하여 노룡군의 본거지인 유주(현 허베이성 베이징 시)를 향해 진군하였다. 그는 진공언이 거병하여 계(薊)로 향하고 있다고 말하면서, 자신은 장공소를 공격하기 위해 출진한 진공언의 선봉부대 대장이라고 자칭하였다. 장공소는 성을 나와 그를 요격하였으나, 패배하여 장안으로 달아났다. 이무훈이 유주성에 입성한 직후, 사람들은 비로소 그가 진공언이 아니라는 사실과 그가 진공언을 대신하고 있지 않았다는 사실을 겨우 깨달았다. 그러나 막상 그가 이때까지 유주를 지배하에 넣었다는 현실이 그들에게 주어지자, 그들은 부득이 그를 추대할 수밖에 없었다. 이에 당시의 황제였던 당 희종은 이무훈을 노룡군 유후(留後)로 삼고, 그해 8월에는 마침내 정식으로 절도사에 임명하였다.

### 은퇴
876년 3월, 이무훈은 병을 이유로 자신의 아들인 절도부사(節度副使) 겸 유주좌사마(幽州左司馬) 이가거(李可擧)를 유후로 삼아 줄 것을 요청하는 한편, 자신에게는 치사(致仕)를 허락해 줄 것을 청구하였다. 희종은 이를 받아들여 조서를 내려 이가거를 노룡군 유후(留後)로 임명하고, 이무훈에게는 상서좌복야(尙書左僕射)로서 치사할 것을 명하였다. 이가거는 그 해 5월에 정식으로 노룡군 절도사에 임명되었다. 이것이 사서(史書)에서의 이무훈에 관한 최후의 기록이며, 그의 사망연대에 관해서는 알려진 것이 없다. 다만, 885년 이가거가 그의 부하 장수인 이전충의 반란으로 온 가족과 함께 자살하기 오래전에 이미 사망했던 것으로 추정된다.

## 참고 자료
- 《구당서》, 권 180 - 열전(列傳) 제130
- 《신당서》, 권 212 - 열전 제212 번진노룡(藩鎭盧龍)
- 《자치통감》, 권 252・256

| 전임 장공소 | 노룡군 절도사 875년 ~ 876년 | 후임 이가거 |